# تقسیمات اداری ژاپن
ادارهٔ امور دیوانی در ژاپن در سه سطح انجام می‌گیرد: ملی، استانی، و شهری. از ۴۷ استان ژاپن، ۶ استان به واحدهای کوچک‌تر زیراستانی تقسیم شده‌اند تا خدمت‌رسانی به مناطق پهناور یا دورافتاده تسهیل شود. واحدهای شهری (شهرها، شهرک‌ها، و روستاها) کوچک‌ترین واحدهای تقسیمات کشوری در ژاپن هستند. بیست شهر بزرگ ژاپن، بجز توکیو، عنوان «شهر برگزیده» را دارند و هر یک به مناطقی تقسیم شده‌اند.

## واحدهای استانی
بالاترین سطح تقسیمات کشوری در ژاپن استان‌ها هستند. از ۴۷ استان ژاپن، ۴۳ تای آن‌ها «استان تام» (県 ken) هستند و ۲ تایشان «استان مدنی» (府 fu، اوساکا و کیوتو)، یکی «حوزه» (道 dō، هوکایدو)، و آخری «کلانشهر» (都 to، توکیو). با وجود اختلاف در اصطلاحات به کار رفته، همگی در عمل یکسانند و کارکرد مشابهی دارند.

### کِن
استان تام (県 ken) معمول‌ترین نوع واحد استانی هستند و تعدادشان ۴۳ تاست.

### تو
پس از انحلال توکیوسیتی در ۱۹۴۳، از توکیو با عنوان کلانشهر (都 to) یاد می‌شود. توکیوفو (Tōkyō-fu، استان توکیو) به توکیوتو (Tōkyō-to؛ کلانشهر توکیو) ارتقا یافت و هر یک از مناطق سابق توکیوسیتی به مناطق ویژه ارتقا یافتند.

### فو
عنوان رسمی استان‌های کیوتو و اوساکا، استان مدنی (府 fu) است.

### دو
از هوکایدو با عنوان حوزه (道 dō) یاد می‌شود. این اصطلاح سابقاً به مناطقی از ژاپن گفته می‌شد که خود از چند ولایت تشکیل شده بودند.

## واحدهای زیراستانی

شهرستان یاما در استان فوکوشیما با رنگ زرد مشخص شده‌است. این شهرستان متشکل از سه شهرک و یک روستای غیرهمجوار است.

تنها دو نوع واحد زیراستانی در ژاپن موجود است: زیراستان و شهرستان.

### زیراستان
زیراستان (支庁 shichō) نوعی واحد خودگردان در ژاپن است که متولی امور محلی که اهمیت استانی ندارند می‌باشد.

### شهرستان
شهرستان (郡 gun) (به انگلیسی: district) در ژاپن واحدی است که عملاً از ۱۸۷۸ تا ۱۹۲۱ مورد استفاده قرار می‌گرفت و تقریباً مثل شهرستان‌های چین یا آمریکا بود. در دههٔ ۱۹۲۰ اختیارات امور از فرمانداری شهرستان‌ها به شهرداری شهرک‌ها و روستاها منتقل شد. امروزه از نام شهرستان‌ها عمدتاً برای آدرس‌های پستی و تعیین حوزه‌های انتخابیه استفاده می‌شود و جز از این‌ها کاربرد دیگری ندارند.

## واحدهای شهری

انواع واحدهای شهری در استان فوکوشیما. صورتی: شهر، قهوه‌ای: شهرک، آبی: روستا

واحدهای شهری در سه زمره قرار می‌گیرند: شهر، شهرک، و روستا. شهرها خود انواع مختلفی دارند. مناطق ویژهٔ کلانشهر توکیو نیز هر یک عملاً شهری جداگانه محسوب می‌شوند. در ژاپن، برخلاف ایران، شهرها و شهرک‌ها و روستا به عنوان نقطهٔ جمعیتی در نظر گرفته نمی‌شوند. مثلاً روستاها عملاً به شکل دهستان هستند یعنی متمرکز نیستند و مجموعه‌ای از اقامت‌گاه‌های پراکنده در یک محدودهٔ مشخص با وسعت قابل توجه هستند. تفاوت اصلی شهر با شهرک در جمعیت ساکنان است و تفاوت اصلی این دو با روستا در شغل ساکنان است.

### شهر
شهرها در ژاپن خود در چهار دسته قرار می‌گیرند که از بزرگ به کوچک عبارت‌اند از: شهر برگزیده، شهر محوری، شهر ویژه، و شهر معمولی

#### شهر برگزیده
شهر برگزیده با حکم دولتی (政令指定都市 seirei shitei toshi) شهری است که بالای ۵۰۰٬۰۰۰ جمعیت داشته باشد و کابینهٔ ژاپن طبق مادهٔ ۲۵۲ بند ۱۹ قانون خودمختاری محلی آن را به چنین وضعیتی برگزیده باشد. شهرهای برگزیده خود از چند منطقه تشکیل می‌شوند و از اختیارات وسیعی که معمولاً در حیطهٔ کار استانداری‌ها قرار می‌گیرد برخوردارند. سایر شهرها چنین اختیاراتی ندارند.

#### شهر محوری
شهر محوری (中核市 chūkakushi) جمعیتی بالغ بر ۳۰۰٬۰۰۰ نفر و مساحتی بالغ بر ۱۰۰ کیلومتر مربع دارد گرچه کابینهٔ ژاپن مجاز است برای شهرهایی با جمعیت کمتر از ۳۰۰٬۰۰۰ ولی بیشتر از ۲۰۰٬۰۰۰ نفر استثناها و ملاحظاتی قائل شود. اختیارات شهرهای محوری وسیع اما از شهرهای برگزیده کمتر است.

#### شهر ویژه
شهر ویژه (特例市 tokureishi) بالغ بر ۲۰۰٬۰۰۰ جمعیت دارد و اختیاراتش نسبت به شهر محوری کمتر است.

#### شهر [معمولی]
شهر (市 shi) واحدی محلی در تقسیمات اداری ژاپن است که حداقل ۵۰٬۰۰۰ نفر جمیعت داشته باشد، دست‌کم ۶۰ درصد خانوارها در یک منطقهٔ شهری متمرکز باشند، و دست‌کم ۶۰ درصد خانوارها در زمینهٔ تجاری، خدماتی، صنعتی، یا دیگر پیشه‌های شهری اشتغال داشته باشند. شهرها از نظر سلسله‌مراتب اداری همردیف شهرک‌ها (町 machi) و روستاها (村 mura) هستند و تنها وجه تمایزشان این است که شهرها جزو شهرستان (郡 gun) محسوب نمی‌شوند. شهرستان خود واحدی عمدتاً تشریفاتی است.

### شهرک
شهرک (町; chō or machi) واحدی محلی در تقسیمات اداری ژاپن است. از منظر جغرافیایی، شهرک در یک شهرستان معین واقع است.

### روستا
روستا (村 mura, sometimes son) واحدی محلی در تقسیمات اداری ژاپن است. از منظر جغرافیایی، روستا در یک شهرستان معین واقع است. روستاها در ژاپن، در واقع، فراتر از یک نقطهٔ متمرکز جمعیتی هستند (تا حدودی شبیه دهستان در ایران). روستاها و شهرک‌ها واحدهای مجزایی درون شهرستان هستند که با یکدیگر همپوشانی ندارند ولی با هم تمام سطح شهرستان را می‌پوشانند. شهرستان‌ها و شهرها نیز با یکدیگر همپوشانی ندارند ولی با هم کل سطح کشور ژاپن را می‌پوشانند.

### منطقهٔ ویژه
مناطق ویژه (特別区 tokubetsu-ku) ۲۳ واحد شهری هستند که هستهٔ اصلی و قسمت پرجمعیت توکیو را تشکیل می‌دهند. این مناطق در مجموع همان سطحی را اشغال می‌کنند که در اصل توکیوسیتی را تشکیل می‌داد. توکیوسیتی در سال ۱۹۴۳ منحل شد تا کلانشهر توکیو شکل بگیرد. این مناطق طبق قانون خودمختاری محلی ژاپن شکل گرفته‌اند و خاص توکیو می‌باشند.

## واحدهای زیرشهری

### منطقه
منطقه (区 ku) به هر یک از مناطق شهرهای برگزیده در ژاپن گفته می‌شود. این تقسیم‌بندی خاص شهرهای برگزیده است و در دیگر انواع شهر موجود نیست.

## سلسله‌مراتب ساختاری
| استانی              | زیراستانی        | زیراستانی        | شهری                   | زیرشهری |
| ------------------- | ---------------- | ---------------- | ---------------------- | ------- |
| استان‌ها (بجز توکیو) | زیراستان         | زیراستان         | شهر برگزیده            | منطقه   |
| استان‌ها (بجز توکیو) | ←                |                  | شهر برگزیده            | منطقه   |
| استان‌ها (بجز توکیو) | شهرستان          | شهرستان          | شهرک روستا             | هیچ     |
| استان‌ها (بجز توکیو) | زیراستان         | شهرستان          | شهرک روستا             | هیچ     |
| استان‌ها (بجز توکیو) | زیراستان         | ←                | شهر محوری شهر ویژه شهر | هیچ     |
| استان‌ها (بجز توکیو) | ←                |                  | شهر محوری شهر ویژه شهر | هیچ     |
| کلانشهر             | شهر مناطق ویژه   |                  |                        | هیچ     |
| کلانشهر             | شهرستان زیراستان | شهرستان زیراستان | شهرک روستا             | هیچ     |

| سطح     | سطح       | نوع           | کانجی        | روماجی              | تعداد |
| ------- | --------- | ------------- | ------------ | ------------------- | ----- |
| استانی  | استانی    | کلانشهر توکیو | 都           | to                  | ۱     |
| استانی  | استانی    | حوزه          | 道           | dō                  | ۱     |
| استانی  | استانی    | استان مدنی    | 府           | fu                  | ۲     |
| استانی  | استانی    | استان         | 県           | ken                 | ۴۳    |
|         | زیراستانی | زیراستان      | 支厅         | shichō              | ۱۵۸   |
| شهرستان | زیراستانی | 郡            | gun          | ۳۷۴                 |       |
|         |           |               |              |                     |       |
| شهری    | شهری      | شهر برگزیده   | 政令指定都市 | seirei shitei toshi | ۲۰    |
| شهری    | شهری      | شهر محوری     | 中核市       | chūkaku-shi         | ۴۲    |
| شهری    | شهری      | شهر ویژه      | 特例市       | tokurei-shi         | ۴۰    |
| شهری    | شهری      | شهر           | 市           | shi                 | ۶۸۸   |
| شهری    | شهری      | شهرک          | 町           | chō or machi        | ۷۴۶   |
| شهری    | شهری      | روستا         | 村           | mura or son         | ۱۸۳   |
| شهری    | شهری      | منطقهٔ ویژه    | 特別区       | tokubetsu-ku        | ۲۳    |
|         | زیرشهری   | منطقه         | 区           | ku                  | ۱۷۵   |

| استان          | کانجی    | ناحیه   | شهر [همهٔ انواع] (مناطق ویژه) | منطقه | شهرستان | شهرک | روستا |
| -------------- | -------- | ------- | ---------------------------- | ----- | ------- | ---- | ----- |
| استان آیچی     | 愛知県   | چوبو    | ۳۸                           | ۱۶    | ۷       | ۱۴   | ۲     |
| استان آکیتا    | 秋田県   | توهوکو  | ۱۳                           |       | ۶       | ۹    | ۳     |
| استان آئوموری  | 青森県   | توهوکو  | ۱۰                           |       | ۸       | ۲۲   | ۸     |
| استان چیبا     | 千葉県   | کانتو   | ۳۷                           | ۶     | ۶       | ۱۶   | ۱     |
| استان اهیمه    | 愛媛県   | شیکوکو  | ۱۱                           |       | ۷       | ۹    |       |
| استان فوکوئی   | 福井県   | چوبو    | ۹                            |       | ۷       | ۱۷   |       |
| استان فوکوئوکا | 福岡県   | کیوشو   | ۲۸                           | ۱۴    | ۱۲      | ۳۰   | ۲     |
| استان فوکوشیما | 福島県   | توهوکو  | ۱۳                           |       | ۱۳      | ۳۱   | ۱۵    |
| استان گیفو     | 岐阜県   | چوبو    | ۲۱                           |       | ۹       | ۱۹   | ۲     |
| استان گونما    | 群馬県   | کانتو   | ۱۲                           |       | ۷       | ۱۵   | ۸     |
| استان هیروشیما | 広島県   | چوگوکو  | ۱۴                           | ۸     | ۵       | ۹    |       |
| هوکایدو        | 北海道   | هوکایدو | ۳۵                           | ۱۰    | ۶۶      | ۱۲۹  | ۱۵    |
| استان هیوگو    | 兵庫県   | کانسای  | ۲۹                           | ۹     | ۸       | ۱۲   |       |
| استان ایباراکی | 茨城県   | کانتو   | ۳۲                           |       | ۷       | ۱۰   | ۲     |
| استان ایشیکاوا | 石川県   | چوبو    | ۱۱                           |       | ۵       | ۸    |       |
| استان ایواته   | 岩手県   | توهوکو  | ۱۴                           |       | ۱۰      | ۱۵   | ۴     |
| استان کاگاوا   | 香川県   | شیکوکو  | ۸                            |       | ۵       | ۹    |       |
| استان کاگوشیما | 鹿児島県 | کیوشو   | ۱۹                           |       | ۸       | ۲۰   | ۴     |
| استان کاناگاوا | 神奈川県 | کانتو   | ۱۹                           | ۲۸    | ۶       | ۱۳   | ۱     |
| استان کوچی     | 愛知県   | شیکوکو  | ۱۱                           |       | ۶       | ۱۷   | ۶     |
| استان کوماموتو | 熊本県   | کیوشو   | ۱۴                           | ۵     | ۹       | ۲۳   | ۸     |
| استان کیوتو    | 京都府   | کانسای  | ۱۵                           | ۱۱    | ۶       | ۱۰   | ۱     |
| استان میه      | 三重県   | کانسای  | ۱۴                           |       | ۷       | ۱۵   |       |
| استان میاگی    | 宮城県   | توهوکو  | ۱۳                           | ۵     | ۱۰      | ۲۱   | ۱     |
| استان میازاکی  | 宮崎県   | کیوشو   | ۹                            |       | ۶       | ۱۴   | ۳     |
| استان ناگانو   | 長野県   | چوبو    | ۱۹                           |       | ۱۴      | ۲۳   | ۳۵    |
| استان ناگاساکی | 長崎県   | کیوشو   | ۱۳                           |       | ۴       | ۸    |       |
| استان نارا     | 奈良県   | کانسای  | ۱۲                           |       | ۷       | ۱۵   | ۱۲    |
| استان نیگاتا   | 新潟県   | چوبو    | ۲۰                           | ۸     | ۹       | ۶    | ۴     |
| استان اوئیتا   | 大分県   | کیوشو   | ۱۴                           |       | ۳       | ۳    | ۱     |
| استان اوکایاما | 岡山県   | چوگوکو  | ۱۵                           | ۴     | ۱۰      | ۱۰   | ۲     |
| استان اوکیناوا | 沖縄県   | کیوشو   | ۱۱                           |       | ۵       | ۱۱   | ۱۹    |
| استان اوساکا   | 大阪府   | کانسای  | ۳۳                           | ۳۱    | ۵       | ۹    | ۱     |
| استان ساگا     | 佐賀県   | کیوشو   | ۱۰                           |       | ۶       | ۱۰   |       |
| استان سایتاما  | 埼玉県   | کانتو   | ۴۰                           | ۱۰    | ۸       | ۲۲   | ۱     |
| استان شیگا     | 滋賀県   | کانسای  | ۱۳                           |       | ۳       | ۶    |       |
| استان شیمانه   | 島根県   | چوگوکو  | ۸                            |       | ۵       | ۱۰   | ۱     |
| استان شیزوئوکا | 静岡県   | چوبو    | ۲۳                           | ۱۰    | ۵       | ۱۲   |       |
| استان توچیگی   | 栃木県   | کانتو   | ۱۴                           |       | ۵       | ۱۲   |       |
| استان توکوشیما | 徳島県   | شیکوکو  | ۸                            |       | ۸       | ۱۵   | ۱     |
| توکیو          | 東京都   | کانتو   | ۲۶ (۲۳)                      |       | ۱       | ۵    | ۸     |
| استان توتوری   | 鳥取県   | چوگوکو  | ۴                            |       | ۵       | ۱۴   | ۱     |
| استان تویاما   | 富山県   | چوبو    | ۱۰                           |       | ۲       | ۴    | ۱     |
| استان واکایاما | 和歌山県 | کانسای  | ۹                            |       | ۶       | ۲۰   | ۱     |
| استان یاماگاتا | 山形県   | توهوکو  | ۱۳                           |       | ۸       | ۱۹   | ۳     |
| استان یاماگوچی | 山口県   | چوگوکو  | ۱۳                           |       | ۴       | ۶    |       |
| استان یاماناشی | 山梨県   | چوبو    | ۱۳                           |       | ۵       | ۸    | ۶     |